# Burmantis lebanensis
Burmantis lebanensis (лат.) — вид вымерших насекомых из отряда богомоловых. Обнаружен в меловых ливанских янтарях из отложений Юго-Западной Азии (Ливан, Bchare Mountain), датированных временем барремского яруса (130,0—125,45 млн лет назад).

## Описание
Мелкого размера богомолы. Церки из 10 сегментов. Глаза крупные. Первый флагелломер длинный, примерно равен 4—5 другим базальным членикам.
Видовое название lebanensis дано по месту обнаружения голотипа — Ливан.

## История изучения
Вид Burmantis lebanensis был впервые описан под названием Jersimantis burmiticus в 2003 году американским палеоэнтомологом Дэвидом Гримальди (Grimaldi David A., American Museum of Natural History, США), вместе с видами Santanmantis axelrodi, Ambermantis wozniaki, Burmantis burmitica, Burmantis asiatica. В 2006—2016 годах вид был выделен в род Gryllomantis и семейство Gryllomantidae, но с 2016 года возвращён обратно в род Burmantis, включённый непосредственно в отряд богомоловых.